# Saint-Julien-de-la-Nef
Saint-Julien-de-la-Nef ist eine französische Gemeinde mit 145 Einwohnern (Stand 1. Januar 2022) im Département Gard in der Region Okzitanien.

## Geografie
Die Gemeinde Saint-Julien-de-la-Nef liegt in den Cevennen und befindet sich in Luftlinie 44 Kilometer nördlich der Metropole Montpellier sowie 56 Kilometer nordwestlich von Nîmes. Sie ist relativ dünn besiedelt und setzt sich aus mehreren Weilern und Gehöften zusammen.
Durchflossen wird das Gebiet vom Hérault, der sich in Nord-Süd-Richtung einen Weg bahnt. Im Gegensatz dazu steht das Hügelland, in welchem sich auch die Ortschaften befinden. Letztere teilen sich auf beide Seiten des Flusses auf. Nahe dem kommunalen Verwaltungszentrum mit der Mairie stürzen die Aigues Folles, ein Wasserfall, vom Felsen aus in die Tiefe.
Die Nachbargemeinden von Saint-Julien-de-la-Nef sind Sumène im Norden und Osten, Ganges im Südosten, Cazilhac und Saint-Laurent-le-Minier im Süden sowie Saint-Bresson und Roquedur im Westen.

### Infrastruktur
Entlang des Hérault verläuft mit der D999 eine regionale Verkehrsachse durch das Gemeindegebiet. Sie bindet an die nächsten größeren Orte Le Vigan und das unmittelbar benachbarte Ganges an. Über Ganges führt sie unter derselben Bezeichnung weiter nach Nîmes, während die von ihr abzweigende D986 die Verbindung nach Montpellier darstellt.

## Geschichte und Kultur
Bereits zur Zeit der römischen Besatzung war das Gebiet besiedelt und an der Stelle der damaligen Siedlung existiert noch heute eine kleine Kapelle. Die erste schriftliche Erwähnung stammt aus dem Jahr 1248 und enthält den Namen Saint Juliani di Navi, aus dem im Lauf der Jahrhunderte die heutige Version entstand. Ein wichtiges historisches Bauwerk aus dem Spätmittelalter ist die noch vorhandene Steinbogenbrücke über den Hérault, deren Errichtung auf das 15. Jahrhundert zurückgeht. Ebenfalls erhalten sind Überreste von Minen, die wohl vor Jahrhunderten einen bedeutenden lokalen Wirtschaftszweig darstellten. Im Zuge der Reformation erlangte der protestantischen Glauben einen weitaus höheren Stellenwert als im Rest Frankreichs, weswegen es an der Grenze zur Nachbarkommune Roquedur noch heute eine protestantische Kirche gibt. Überdies litt der Ort an den von 1702 bis 1705 stattfindenden Cevennenkriegen, die aufgrund der religiösen Spannungen gegenüber dem katholischen Gesamtstaat begannen.
Mit dem Château d’Isis verfügt Saint-Julien-de-la-Nef über ein lokales Schloss, das eine wechselvolle Geschichte durchlebte. Um 1600 beherbergte es den französischen König Heinrich IV. und litt in den nachfolgenden Jahrhunderten unter den Auswirkungen der Cevennenkriege sowie der Französischen Revolution von 1789. Heute umfasst es neben Touristenunterkünften ein Restaurant.

### Bevölkerungsentwicklung
| Jahr      | 1962 | 1968 | 1975 | 1982 | 1990 | 1999 | 2011 | 2019 |
| --------- | ---- | ---- | ---- | ---- | ---- | ---- | ---- | ---- |
| Einwohner | 115  | 86   | 100  | 99   | 140  | 119  | 124  | 143  |

Im Jahr 1793 wurden 217 Bewohner gezählt. Wenngleich die Entwicklung in den nachfolgenden Jahrzehnten schwankend war, wuchs die Zahl insgesamt an und kam bis auf 337 Menschen, die 1856 registriert wurden. Die Mitte des 19. Jahrhunderts einsetzende Landflucht führte zu einem deutlichen Rückgang, weswegen die Gemeinde 1901 nur noch 230 Bürger hatte. Das 20. Jahrhundert brachte einen noch deutlich rapideren Bevölkerungsschwund mit sich, bis 1968 mit 86 verbliebenen Einwohnern ein historischer Tiefstand erzielt wurde. Anschließend setzte ein tendenzielles Wachstum ein, das allerdings starken Schwankungen unterworfen blieb; so gelang zumindest die Rückkehr in den dreistelligen Bereich.